# Dagmersellen
Dagmersellen é uma comuna da Suíça, no Cantão Lucerna. Em 2017 possuía 5.369 habitantes. Estende-se por uma área de 14,00 km², de densidade populacional de 224,9 hab/km². Confina com as seguintes comunas: Altishofen, Buchs, Egolzwil, Langnau bei Reiden, Nebikon, Reiden, Richenthal, Uffikon, Wauwil, Winikon.
A língua oficial nesta comuna é o Alemão.